# Saint-Élier
Saint-Élier település Franciaországban, Eure megyében. Lakosainak száma 404 fő (2022. január 1.). Saint-Élier Le Val-Doré községgel határos.

## Népesség
A település népessége az elmúlt években az alábbi módon változott:
| Lakosok száma | 65   | 423  | 510  | 463  | 443  | 442  | 440  | 438  | 427  | 404  |
|               | 1968 | 1982 | 1990 | 2006 | 2013 | 2015 | 2017 | 2019 | 2020 | 2022 |